# Днепро-двинская культура

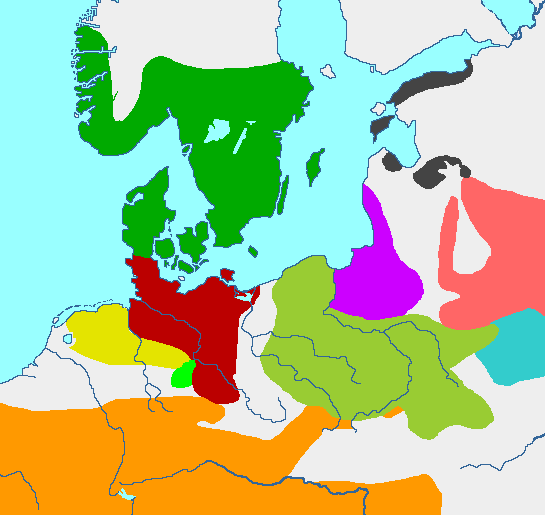
Европейские культуры раннего железного века (VII—V в. до н.э.):
— культура Харпштедт-Нинбург
— культура домовидных урн
— латенская культура
— скандинавский бронзовый век
— ясторфская культура
— поморская культура
— эстонская и балтская группа
— культура самбийских курганов
— днепро-двинская культура
— милоградская культура

Балтийские культуры конца раннего — начала среднего железного века (600-400 гг. до н.э.):
— поморская культура
— экспансия культуры подклёшевых погребений (преемницы поморской культуры)
— культура штрихованной керамики
— милоградская культура
— днепро-двинская культура
Культура самбийских курганов:
— группа Самбии-Натангии
— группа западной Мазурии (вероятно связанная с пре-галиндами)
— ятвяжская группа
— пре-куршская группа

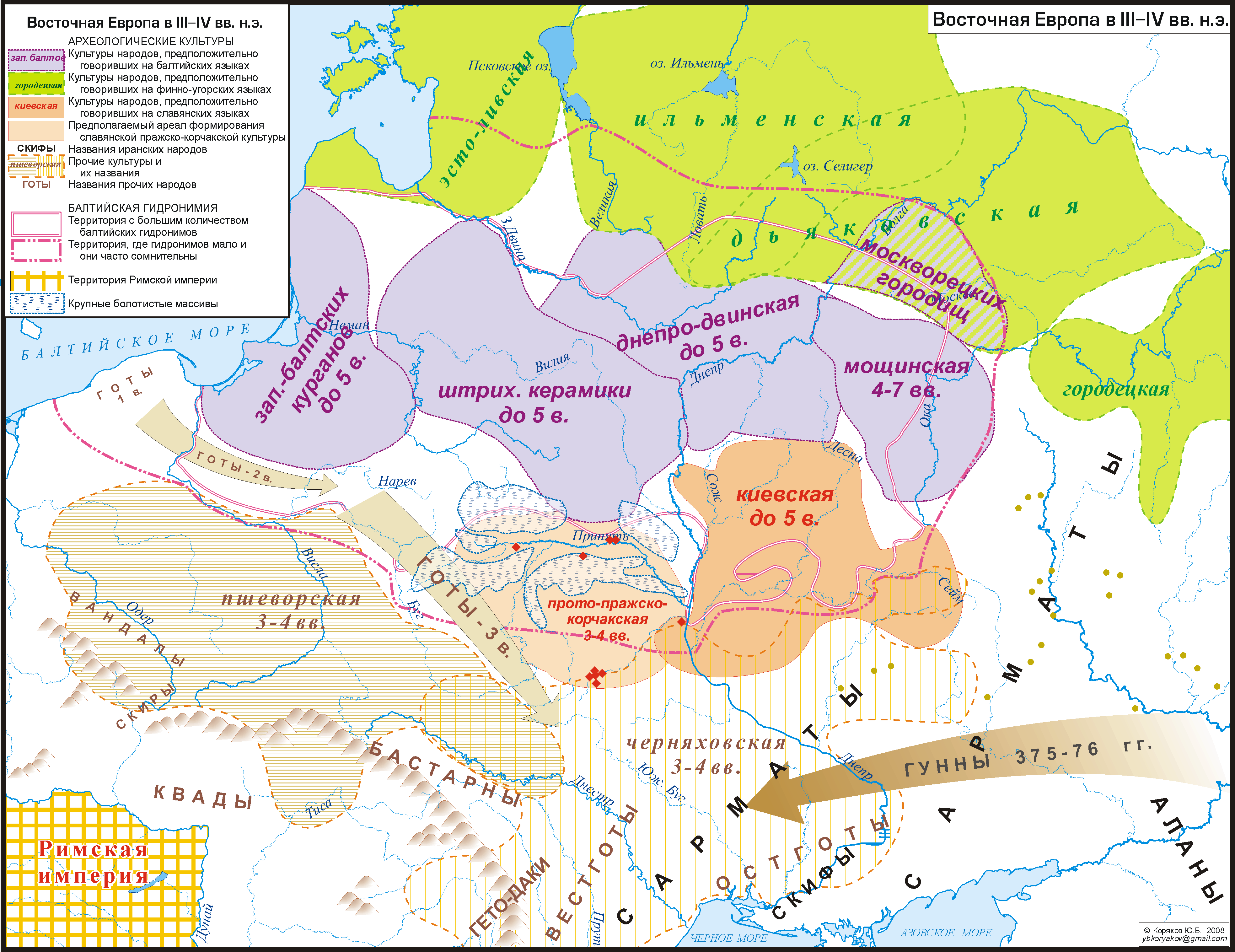
Карта балтийских и славянских археологических культур III—IV вв.

Дне́про-дви́нская культу́ра — археологическая культура железного века, которая была распространена в VIII веке до н. э. — IV веке н. э. в верховьях Днепра. Отождествляется с днепровскими балтами. Сменяется банцеровско-тушемлинской культурой.

## География
Калужская, Псковская, Тверская, Московская и Смоленская области России, а также Витебская и Могилёвская области Белоруссии.

## Античные свидетельства
Некоторые исследователи отождествляют носителей днепро-двинской культуры с андрофагами Геродота. Согласно Певтингеровым таблицам ареал культуры соответствовал локализации племени селонов.

## Генетические связи
Близка к культуре штрихованной керамики, но отличается отсталостью и палеолитическими пережитками (использование каменных топоров). Родственна мощинской культуре (голядь). В дальнейшем эволюционировала в тушемлинскую культуру. Мёртвый ныне язык, на котором говорили носители данной археологической культуры, принято условно называть днепровско-окским языком. Наиболее вероятно, он относился к балтийской группе индоевропейской языковой семьи.

## Артефакты
Обилие изделий из кости: мотыги, стрелы, гарпуны, рукоятки орудий, иголки, дудочки. Известны редкие изделия из бронзы (главным образом украшения), но материал был привозным. До рубежа н. э. сохраняли своё значение каменные топоры. Железо добывалось из болотной руды. Имеются следы неорнаментированной керамики.

## Жилища
Население жило в укрепленных деревянных городищах (Лужесно, Новые Батеки, Акатово и Демидовка) вблизи водоёмов. Поселение ограждалось частоколом и земляным валом.

## Погребения
Не обнаружены.

## Хозяйство
Подсечно-огневое мотыжное земледелие и скотоводство (свиньи, коровы), а также охота (лось, кабан).

## ДНК
Сообщается, что у представителя культуры VIII-V века до н.э. с Городище Анашкино, Псковская область, обнаружена Y-гаплогруппа R1a.